# バックトン県
バックトン県（バックトンけん、ベトナム語：Huyện Bạch Thông / 縣白通?）は、ベトナム社会主義共和国バックカン省の県である。面積は545km²、人口は30,216人（2009年）である。

## 行政区画
1市鎮16社から構成される。
- フートン市鎮（Phủ Thông / 府通）
- カムザン社（Cẩm Giàng / 錦江）
- カオソン社（Cao Sơn / 高山）
- ドンフォン社（Đôn Phong / 敦風）
- ズオンフォン社（Dương Phong / 楊風）
- ハヴィー社（Hà Vị / 河渭）
- ルックビン社（Lục Bình / 陸平）
- ミータイン社（Mỹ Thanh / 美清）
- グエンフック社（Nguyên Phúc / 原福）
- フオンリン社（Phương Linh / 芳苓）
- クアンビン社（Quân Bình / 均平）
- クアントゥアン社（Quang Thuận / 珖順）
- シービン社（Sĩ Bình / 茌憑）
- タンティエン社（Tân Tiến / 新進）
- トゥーチー社（Tú Trĩ / 秀峙）
- ビーフオン社（Vi Hương / 薇香）
- ヴームオン社（Vũ Muộn / 無悶）